# Денис Џонсон
Денис Вејн Џонсон (енгл. Dennis Wayne Johnson; Лос Анђелес, 18. септембар 1954 — Остин, 22. фебруар 2007) био је амерички кошаркаш и кошаркашки тренер. 

## Биографија
На НБА драфту 1976. био је 29 пик друге рунде изабран од стране Сијетл суперсоникса. Професионалну каријеру је започео као бек шутер. Довео је Сониксе до њиховог јединог НБА шампионата 1979. године, освојивши награду за МВП финала. После три сезоне у Финикс сансима, постао је стартни бек Бостон селтикса, са којима је освојио још два шампионата. Џонсон је био пет пута учесник НБА Ол-стар утакмице, а по једном изабран у НБА идеални први и други тим, девет пута узастопно изабран у НБА одбрамбени први и други тим. Поред репутације дефанзивног играча, Џонсон је био познат и као играч који је одиграо неколико одлучујућих партија у историји НБА плеј-офа.
Дана 22. фебруара 2007. у Конгресном центру у Остину, Џонсон је доживео срчани удар и колабирао је на крају тренинга екипе Остин тороса. Након што је хитно превезен у оближњу болницу, лекари су само констатовали смрт.
Селтикси су повукли дрес са бројем 3 у његову част. Кошаркашка кућа славних Нејсмит меморијал званично је изабрала Џонсона постхумно 2010. године. Неколико спортских новинара га сматра једним од најпотцењенијих играча свих времена.

## Успеси

### Клупски
- Сијетл суперсоникси:
  - НБА (1): 1979.

- Бостон селтикси:
  - НБА (2): 1984, 1986.

### Појединачни
- Најкориснији играч НБА финала (1): 1979.
- НБА Ол-стар меч (5): 1979–1982, 1985.
- Идеални тим НБА — прва постава (1): 1981.
- Идеални тим НБА — друга постава (1): 1980.
- Идеални одбрамбени тим НБА — прва постава (6): 1979–1983, 1987.
- Идеални одбрамбени тим НБА — друга постава (3): 1984–1986.